# La duquesa de Langeais (película)
La duquesa de Langeais (título original en francés Ne touchez pas la hache, y titulada en Hispanoamérica No toques el hacha) es una película franco-italiana de 2007, dirigida por Jacques Rivette, uno de los creadores de la Nouvelle Vague de los años 1950. Se basa en la novela La Duchesse de Langeais que Honoré de Balzac escribió en 1834. Rivette refleja en su película la hipocresía de la alta sociedad parisina durante la Restauración Francesa.
Estrenada en Francia el 28 de marzo de 2007, la película se ha exhibido en varios festivales: Berlín, Toronto, Londres, Buenos Aires, Los Ángeles, Karlovy Vary, Vancouver, Chicago, Melbourne, Viena y Angers.
Destaca la presencia en el reparto del director de cine Barbet Schroeder en el papel de duque de Grandlieu.

## Sinopsis
En el París de la Restauración Francesa, el general Montriveau, personaje pintoresco por su pasado aventurero en África, se enamora de la seductora duquesa de Langeais. Ella decide organizar un calculado juego de seducción en el que lo rechaza en varias ocasiones y desaparece. El general, ayudado por una especie de sociedad masónica, consigue localizarla en un monasterio español, donde ella se ha refugiado bajo la identidad falsa de Sor Teresa. Al final la duquesa acepta recibirlo, pero en presencia de la Madre Superiora del convento, a la que hace creer que el general es su hermano. Pero acabará confesando su amor por Montriveau, largamente ocultado.
Este comienzo nos transporta a la época en la que la duquesa gobernaba el mundo, manteniéndose separada de su marido y despreciando a sus pretendientes.

## Reparto
- Jeanne Balibar: Antoinette de Langeais
- Guillaume Depardieu: Armand de Montriveau
- Bulle Ogier: Princesa de Blamont-Chauvry
- Michel Piccoli: Vidame de Pamiers
- Anne Cantineau: Clara de Sérizy
- Marc Barbé: Marqués de Ronquerolles
- Thomas Durand: De Marsay
- Nicolas Bouchaud: De Trailles
- Mathias Jung: Julien
- Barbet Schroeder: Duque de Grandlieu

## Producción
La película fue producida principalmente por Pierre Grise Productions, Cinemaundici, Arte France Cinéma y StudioCanal.
El rodaje de la película transcurrió, entre otros lugares, en las Islas Tremiti, el Hôtel de Soubise y el castillo de Baville.
La película fue calificada como para todos los públicos en Francia. En cambio recibió calificaciones para mayores de 12 años en Portugal, mayores de 13 en Argentina o mayores de 14 en Canadá. En España se la calificó como «no recomendada para menores de siete años».
En la banda sonora, además de la música original escrita para la película por Pierre Aillo, aparecen un par de piezas de Josef Lanner, una polka de Johann Strauss (padre), un quinteto de Luigi Boccherini y el Salve Regina.
El primer pase con público de la película se llevó a cabo el 15 de febrero de 2007 en la Berlinale. Posteriormente se estrenó comercialmente en Francia el 28 de marzo de 2007, y durante ese mismo año en Bélgica, Italia y Reino Unido. En 2008 fue estrenada en Estados Unidos (el 22 de febrero), Alemania (29 de marzo), Japón (5 de abril) y España (30 de abril), siguiendo después estrenos por todo el mundo.

## Recepción
La película recibió críticas muy dispares. Entre las negativas cabe citar a Carlos Boyero en El Mundo («Insoportable película, narrada con el plúmbeo estilo de Rivette») o Jordi Costa en El País («Quizás quiera ser la película que Balzac hubiera rodado antes de la existencia del cine, pero acaba siendo el cerebral ejercicio de estilo de un cineasta enamorado de su propio rigor expresivo»). Entre las positivas estuvieron las de Manohla Dargis en The New York Times («A mí me pareció un trabajo artístico casi impecable: bello, sincero, profundo») o Kevin Thomas para Los Angeles Times («Una elegante obra de austeridad y formalidad que capta a la perfección el caos de emociones reprimidas que se esconde bajo las rígidas convenciones de la sociedad aristocrática»).
En la web FilmAffinity la película tiene una puntuación de 6.0/10, media de 532 votos populares y 11 críticas profesiionales. En IMDb la puntuación sube a 6.5/10, con 1500 votos populares. En Metacritic consiguió un 74 de aprobación, basado en 23 críticas profesionales. Y en Rotten Tomatoes, obtuvo un 71% de aprobación entre la crítica especializada, con 65 opiniones, y un 52% entre el público, con más de 500 votaciones.

## Premios
* Fuente: Página de la película en IMDb. 
| Año  | Premio o festival                        | Categoría                      | Nominado            | Resultado |
| ---- | ---------------------------------------- | ------------------------------ | ------------------- | --------- |
| 2007 | Festival Internacional de Cine de Berlín | Oso de Oro a la mejor película | Jacques Rivette     | Nominado  |
| 2007 | Premios Cahiers du Cinéma                | Mejor película                 | Jacques Rivette     | Nominado  |
| 2008 | Premios Lumières                         | Mejor actor                    | Guillaume Depardieu | Nominado  |
| 2008 | IndieWire Critics Poll                   | Mejor actuación principal      | Guillaume Depardieu | Nominado  |
| 2009 | Premios Gaudí                            | Mejor película europea         | Jacques Rivette     | Nominado  |